# Mallenahalli, Shikarpur
Mallenahalli là một làng thuộc tehsil Shikarpur, huyện Shimoga, bang Karnataka, Ấn Độ.